# Делчо Бунусузов
Делчо Найденов Бунусузов е участник в Априлското въстание, родом от село Копривщица.
Делчо Бунусузов е син на Найден Ненчов Бурнусузов. Двамата, баща и син като добри майстори-дърводелци получават задача от Революциянния съвет в Копривщица, на който са активни членове да конструират и направят черешови топчета за дървената артилерия на въстанието в селото от 1876 г.
Топовете били предназначени да послужат за отбраната на въстаналата Копривщица при нападение от неприятеля. До превземането на селото на 1 май 1876 г. (стар стил) двамата били изработили няколко такива оръдия, които отпосле били пленени от аскера. След погрома на въстанието, тъй като бил не много познат на жителите и особено на онеези, придошли от околните села да търсят спасение в градеца, не бил залавян, затварян в затвор и изпращан на заточение като някои свои братя по оръжие. 